# Carl Schultz
Carl Schultz (Budapest, 19 settembre 1939) è un regista ungherese naturalizzato australiano.

## Biografia
Nato a Budapest, fugge in Inghilterra dall'Ungheria assieme al fratello, durante la rivolta del 1956. Nel 1958 Schultz emigrò quindi in Australia, dove lavorò per la TV australiana, prima come cameraman e poi come regista televisivo. Esordisce nel cinema  nel finire degli anni '70, ma è con il film Careful, He Might Hear You, con protagonista Wendy Hughes, che si fa notare: adattamento di un romanzo di Sumner Locke Elliott, la pellicola è un ingegnoso melodramma famigliare e di formazione  ambientato a Sydney, pluri-premiato all'australiano AFI Awards e in concorso per il Leone d'Oro alla Mostra internazionale d'arte cinematografica di Venezia. Ciò gli fa guadagnare l'attenzione degli studios americani e nel 1988 la TriStar Pictures lo ingaggia per dirigere Demi Moore e Michael Biehn nel film fantasy mistico La settima profezia. Affascinato dal copione originale, per il quale ha suggerito alcuni cambiamenti, girò il film in sei settimane e scelse espressamente Jack Nitzsche alla partitura musicale . Successivamente si concentra sulle produzioni televisive dove dirige vari episodi de Le avventure del giovane Indiana Jones e, tra gli altri, il film per la TV Amore in agguato (Love in Ambush), un melodramma ambientato nella Cambogia della fine del regime di Pol Pot, con protagonista Jacques Perrin .

## Filmografia parziale

### Cinema
- I cacciatore dell'oceano (1978)
- Careful, He Might Hear You (1983)
- Bullseye (1987)
- La settima profezia (1988)
- To Walk with Lion (1999)

### Televisione
- Curacao (1993 film TV)
- Le avventure del giovane Indiana Jones (1992 Serie televisiva)
- Amore in agguato (1997 film TV)